# 溫任平
溫任平（英語：Bernard Woon Swee Tin；1944年12月15日—），原名溫瑞庭，是一名作家，生於馬來西亞霹靂州怡保，祖籍是廣東梅縣。溫任平除了寫作，也算命看相。他的弟弟是著名武俠小說家溫瑞安。

## 生平
溫瑞庭曾自修考獲英國劍橋高級文憑，並錄取為劍橋大學漢學系海外生。先後擔任過大馬作協研究主任和大馬華人文化協會語言文學組主任，在國中任教多年。曾於冷甲拿督沙咯国中、金宝培元华中、怡保育才华中、霹靂金寶培元獨中、吉隆坡尊孔獨中執教。
1958年，溫任平開始創作；他在《通報》讀友俱樂部，發表了第一篇短詩《晚會》。1967年，他成立了綠洲社，與弟溫瑞安攜手推動文藝。1972年，創立天狼星詩社並擔任社長。於1981年，他與音樂家陳徽崇策劃國內第一張現代詩曲的唱片與卡帶——《驚喜的星光》。1989年，天狼星詩社結束。2010年獲頒第六屆大馬華人文化獎。
因溫氏出入中國古典，因此論者多以為他是中國古典主義，亦有認為他是現代主義。

## 作品
- 《風雨飄搖的路》，霹靂：駱駝出版社，1968年。

- 《無弦琴》，霹靂：駱駝出版社，1969年。

- 編《大馬詩選》，吉隆坡：天狼星出版社，1974年。

- 《馬華文學》，香港：文藝書屋，1974年。

- 《黃皮膚的月亮》，臺北：幼獅文化，1977年。

- 《流放是一種傷》，天狼星出版社，1978年。

- 《精緻的鼎》，臺北：長河出版社，1978年。

- 《人間煙火》，吉隆坡：馬來西亞華人文化協會，1978年。

- 《眾生的神》，天狼星出版社，1979年。

- 《文學觀察》，天狼星出版社，1980年。

- 《憤怒的回顧》，天狼星出版社，1980年。

- 編《馬華當代文學選》第一輯、第二輯，吉隆坡：馬來西亞華人文化協會，1985年。

- 《文學·敎育·文化》，天狼星出版社，1986年。

- 《扇形地帶 Kawasan Berbentuk Kipas》，吉隆坡，大將，1999年。

- 《文化人的心事》，吉隆坡：大將，1999年。

- 《靜中聽雷》，吉隆坡：大將，2004年。

- 《戴著帽子思考》，吉隆坡：大將，2007年。

- 編《天狼星科幻詩選》，吉隆坡：大將，2014年。

- 編《眾星喧嘩：天狼星詩作精選》，臺北：秀威，2014年。

- 《馬華文學板塊觀察》，臺北：秀威，2015年。

- 《傾斜：溫任平詩集》，臺北：秀威，2018年。

- 《教授等雨停 Profesor Menunggu Hujan Berhenti》，臺北：秀威，2018年。

- 《現代詩祕笈：趨近語言臨界》，臺北：秀威，2019年。

## 研究現狀
- 黃錦樹〈中國性與表演性：論馬華文學與文化的限度〉，《馬華文學與中國性》，臺北：麥田，2012年。

- 張光達〈現代性與文化屬性：六〇、七〇年代馬華現代詩〉，《馬華現代詩論：時代性質與文化屬性》，臺北：秀威，2009年。

- 謝川成《馬來西亞天狼星詩社創辦人：溫任平作品研究》，臺北：秀威，2014年。